# أوكولو سلوفينسكا 2021
أوكولو سلوفينسكا 2021 هو سباق دراجات هوائية، وهو الموسم رقم 65 من أوكولو سلوفينسكا، وأقيم خلال الفترة 15 سبتمبر 2021، وحتى 19 سبتمبر 2021، وهو أحد سباقات طواف أوروبا للدراجات 2021.
فاز فيه بالمركز الأول بيتر ساجان، وبالمركز الثاني Jannik Steimle ‏، وبالمركز الثالث سيس بول.

## الفرق
| فرق عالمية (7)- Deceuninck-Quick Step - Bora-Hansgrohe - Team DSM - Astana-Premier Tech - Israel Start-Up Nation - Qhubeka NextHash - Team BikeExchange فرق برو (5)- Bardiani CSF Faizanè - أونو اكس برو سايكلنج تيم 2021 ‏ - نوفو نورديسك 2021 ‏ - كيرن فارما 2021 ‏ - غازبروم روسفيلو 2021 ‏ فرق قارية (8)- دوكلا بانسكا بيستريتسا 2021 ‏ - Cycling Academy Trenčín ‏ - إلكوف كاسبر 2021 ‏ - أدريا موبيل 2021 ‏ - Bahrain Victorious Development Team ‏ - مالوجا بوشبيكرز 2021 ‏ - مازوززي سيرس بولسكي 2021 ‏ - توبفوركس لابيير 2021 ‏ فريق وطني- فريق سلوفاكيا لركوب الدراجات 2021‏ |  |
| |  |

## المراحل
| قائمة المراحل | قائمة المراحل | قائمة المراحل                    | قائمة المراحل | قائمة المراحل | قائمة المراحل     | قائمة المراحل |
| المرحلة       | التاريخ       | الدورة                           |               | المسافة (كم)  | الفائز بالمرحلة   | القائد العام  |
| ------------- | ------------- | -------------------------------- | ------------- | ------------- | ----------------- | ------------- |
| المقدمة       | 15 سبتمبر     | كوشيتسه – كوشيتسه                | ضد الساعة     | 1٫6           | Kaden Groves ‏     | Kaden Groves ‏ |
| مرحلة 1       | 16 سبتمبر     | كوشيتسه – كوشيتسه                | مرحلة جبلية   | 158٫4         | ألفارو هودج       | ألفارو هودج   |
| مرحلة 2       | 17 سبتمبر     | سبيشسكه بودهرايده – دولني كوبين  | مرحلة جبلية   | 179٫7         | Jannik Steimle ‏   | ألفارو هودج   |
| مرحلة 3       | 18 سبتمبر     | دولني كوبين – بوفاجسكا بيستريتسا | مرحلة جبلية   | 193٫2         | كريستوفر هالفورسن | بيتر ساغان    |
| مرحلة 4       | 19 سبتمبر     | ترينتشياسكي تيبليسي – ترنافا     | مرحلة جبلية   | 159٫2         | إيتامار أينهورن   | بيتر ساغان    |

## التصنيف العام النهائي
| التصنيف العام | التصنيف العام   | التصنيف العام | التصنيف العام          | التصنيف العام      |  |
| العداء        | العداء          | البلد         | الفريق                 | الوقت              |  |
| ------------- | --------------- | ------------- | ---------------------- | ------------------ |  |
| 1             | بيتر ساغان      | سلوفاكيا      | بورا هانسغروه          | 15 س 51 دقيقة 00 ث |  |
| 2             | Jannik Steimle ‏ | ألمانيا       | دكونيك كويك ستب        | + 11 ث             |  |
| 3             | سيس بول         | هولندا        | Team DSM               | + 17 ث             |  |
| 4             | Roger Adrià ‏    | إسبانيا       | Equipo Kern Pharma     | + 22 ث             |  |
| 5             | Idar Andersen ‏  | النرويج       | Uno-X Pro Cycling Team | + 24 ث             |  |
| 6             | كاسبر بيدرسين   | الدنمارك      | Team DSM               | + 26 ث             |  |
| 7             | ماسيج بودنار    | بولندا        | بورا هانسغروه          | + 27 ث             |  |
| 8             | أليكسي لوتزينكو | كازاخستان     | Astana-Premier Tech    | + 27 ث             |  |
| 9             | فابيو فلين      | إيطاليا       | Astana-Premier Tech    | + 30 ث             |  |
| 10            | Niklas Märkl ‏   | ألمانيا       | Team DSM               | + 30 ث             |  |

### تصنيف النقاط
| تصنيف النقاط | تصنيف النقاط      | تصنيف النقاط | تصنيف النقاط           | تصنيف النقاط |  |
| العداء       | العداء            | البلد        | الفريق                 | النقاط       |  |
| ------------ | ----------------- | ------------ | ---------------------- | ------------ |  |
| 1            | بيتر ساغان        | سلوفاكيا     | بورا هانسغروه          | 58 نقطة      |  |
| 2            | ألفارو هودج       | كولومبيا     | دكونيك كويك ستب        | 34 نقطة      |  |
| 3            | Jannik Steimle ‏   | ألمانيا      | دكونيك كويك ستب        | 32 نقطة      |  |
| 4            | سيس بول           | هولندا       | Team DSM               | 28 نقطة      |  |
| 5            | إيتامار أينهورن   | إسرائيل      | Israel Start-Up Nation | 24 نقطة      |  |
| 6            | Roger Adrià ‏      | إسبانيا      | Equipo Kern Pharma     | 18 نقطة      |  |
| 7            | Kaden Groves ‏     | أستراليا     | Team BikeExchange      | 18 نقطة      |  |
| 8            | Eirik Lunder ‏     | النرويج      | Gazprom-RusVelo        | 16 نقطة      |  |
| 9            | Matěj Zahálka ‏    | التشيك       | Elkov-Kasper           | 16 نقطة      |  |
| 10           | Fredrik Dversnes ‏ | النرويج      | Gazprom-RusVelo        | 16 نقطة      |  |

### تصنيف الجبال
| تصنيف الجبال | تصنيف الجبال       | تصنيف الجبال | تصنيف الجبال              | تصنيف الجبال |  |
| العداء       | العداء             | البلد        | الفريق                    | النقاط       |  |
| ------------ | ------------------ | ------------ | ------------------------- | ------------ |  |
| 1            | أندريا غاروسيو     | إيطاليا      | Bardiani CSF Faizanè      | 37 نقطة      |  |
| 2            | Roger Adrià ‏       | إسبانيا      | Equipo Kern Pharma        | 16 نقطة      |  |
| 3            | Tomasz Budziński ‏  | بولندا       | HRE Mazowsze Serce Polski | 13 نقطة      |  |
| 4            | جان بارتا          | التشيك       | Elkov-Kasper              | 12 نقطة      |  |
| 5            | دومينيكو بوزوفيفو  | إيطاليا      | Qhubeka NextHash          | 12 نقطة      |  |
| 6            | Matěj Zahálka ‏     | التشيك       | Elkov-Kasper              | 11 نقطة      |  |
| 7            | Fredrik Dversnes ‏  | النرويج      | Gazprom-RusVelo           | 10 نقطة      |  |
| 8            | بيتر ساغان         | سلوفاكيا     | بورا هانسغروه             | 9 نقطة       |  |
| 9            | Idar Andersen ‏     | النرويج      | Uno-X Pro Cycling Team    | 8 نقطة       |  |
| 10           | Gabriele Petrelli ‏ | إيطاليا      | Cycling Team Friuli ASD   | 6 نقطة       |  |

## تصنيف الفرق

### الفرق حسب الوقت
| تصنيف الفرق حسب الوقت | تصنيف الفرق حسب الوقت  | تصنيف الفرق حسب الوقت | تصنيف الفرق حسب الوقت |  |
| الفريق                | الفريق                 | البلد                 | الوقت                 |  |
| --------------------- | ---------------------- | --------------------- | --------------------- |  |
| 1                     | Team DSM               | هولندا                | 47 س 34 دقيقة 20 ث    |  |
| 2                     | Team BikeExchange      | أستراليا              | + 6 ث                 |  |
| 3                     | Qhubeka NextHash       | جنوب أفريقيا          | + 12 ث                |  |
| 4                     | بورا هانسغروه          | ألمانيا               | + 22 ث                |  |
| 5                     | Israel Start-Up Nation | إسرائيل               | + 3 دقيقة 39 ث        |  |

## تصانيف فرعية

### تصنيف أفضل شاب
| تصنيف أفضل شاب | تصنيف أفضل شاب     | تصنيف أفضل شاب | تصنيف أفضل شاب           | تصنيف أفضل شاب     |  |
| العداء         | العداء             | البلد          | الفريق                   | الوقت              |  |
| -------------- | ------------------ | -------------- | ------------------------ | ------------------ |  |
| 1              | Idar Andersen ‏     | النرويج        | Uno-X Pro Cycling Team   | 15 س 51 دقيقة 24 ث |  |
| 2              | Niklas Märkl ‏      | ألمانيا        | Team DSM                 | + 6 ث              |  |
| 3              | Gabriele Petrelli ‏ | إيطاليا        | Cycling Team Friuli ASD  | + 1 دقيقة 09 ث     |  |
| 4              | Eirik Lunder ‏      | النرويج        | Gazprom-RusVelo          | + 9 دقيقة 03 ث     |  |
| 5              | Leon Heinschke ‏    | ألمانيا        | Development Team DSM     | + 9 دقيقة 07 ث     |  |
| 6              | Lukáš Kubiš ‏       | سلوفاكيا       | Dukla Banská Bystrica    | + 9 دقيقة 09 ث     |  |
| 7              | Matúš Štoček ‏      | سلوفاكيا       | Topforex ATT Investments | + 9 دقيقة 10 ث     |  |
| 8              | Gleb Brussenskiy ‏  | كازاخستان      | Astana-Premier Tech      | + 9 دقيقة 10 ث     |  |
| 9              | Antonio Puppio ‏    | إيطاليا        | Team Qhubeka             | + 9 دقيقة 11 ث     |  |
| 10             | Aljaž Jarc ‏        | سلوفينيا       | Adria Mobil              | + 9 دقيقة 12 ث     |  |